# Скоморошье (Тернопольская область)
Скоморошье (укр. Скомороше) — село в Белобожницкой сельской общине Чортковского района Тернопольской области Украины.
Население по переписи 2001 года составляло 318 человек. Почтовый индекс — 48510. Телефонный код — 3552.